# Синдром Алажілля
Синдром Алажі́лля (англ. Alagille's syndrome; також синдром Алажілля-Вотсона, іноді синдром Вотсона-Міллера) — вроджений аутосомно-домінантний сімейний синдром, що характеризується поєднанням внутрішньопечінкового холестазу, неонатальної жовтяниці та гепатомегалії (збільшення печінки), дефекти серця, скелета, очей та нирок, характерним виглядом обличчя.

## Етимологія
Названий на честь французького педіатра Даніеля Алажілля (фр. Daniel Alagille; роки життя 1925—2005), який першим повністю описав його у 1975 році. У 1973 році британські лікарі Джоффрі Вотсон і Віктор Міллер також описали цей синдром, хоча й не повністю, тому в медичній літературі нерідко синдром називають і за іменами цих вчених.

## Актуальність
Зустрічається з частотою 1:100 000 живих новонароджених. У типових випадках проявляється протягом перших 6 місяців життя. Уражаються особи обох статей.

## Патогенез
Синдром успадковується за аутосомно-домінантним шляхом, має мінливу експресію. Також може бути легка або середнього ступеня психічна відсталість. У пацієнтів відбуваються мутації в гені JAG1, локалізованому на короткому плечі 20-ї хромосоми людини 20р12, або  в гені Notch2. Було встановлено, що при нетяжкій формі це призводить до проблем формування 3-мірної внутрішньопечінкової біліарної архітектури в мишей. Відбувається атрезія міжчасткових жовчних проток. У меншості (6-7 %) пацієнтів відбувається повне зникнення JAG1, і приблизно 15-50 % мутацій є спонтанними. До асоційованих аномалій відносять ураження печінки, серця, очей, скелету, нирок та характерні риси обличчя.

## Клінічні ознаки
- Типові риси обличчя включають широкий лоб, глибоко посаджені очі, гостре підборіддя, витягнутий бульбоподібний ніс. Характерні риси обличчя можуть не бути очевидними під час раннього дитинства, але можуть стати чіткими з віком.
- Діти часто мають відставання в зрості, що пояснюють недостатнім харчуванням, а також депресією гормону росту.
- Порушення з боку очей є загальними. Найбільш частою офтальмологічною знахідкою є задній ембріотоксон[5] Деякі з цих пацієнтів також можуть мати аномалію Аксенфельда (тобто прикріплення райдужки до внутрішнього шару рогівки — мембрани Дессемета). Також виявляють пігментний ретиніт, аномалії зіниць та оптичного диска.
- Розвивається неповний внутрішньопечінковий холестаз, неонатальна жовтяниця, гепатомегалія (з 3-го місяця), спленомегалія, свербіж, іноді ксантоми, неврологічні ускладнення, дефіцит жиророзчинних вітамінів.
- В осіб чоловічої статі має місце гіпогонадізм.
- Найбільш поширеним ураженням є периферичний стеноз легень у поєднанні з іншими структурними ураженнями або без них. Вади, що є небезпечними через спотворення гемодинаміки, — дефекти міжпередсердної і міжшлуночкової перегородок, тетрада Фалло, відкрита боталлова протока і атрезія легень можливі при цьому синдромі. Це обумовлює підвищений ризик смертності у хворих на синдром Алажілля. Також повідомляють про зв'язок між синдромом Вольф-Паркінсон-Вайта і синдромом Алажілля.
- Часто виникають аномалії хребців, ребер і рук. Зміни хребців по типу «метелика» з одного боку хребця зустрічають у половині випадків синдрому. Інші ізольовані аномалії включають аномалії ребер, скорочення променевої і ліктьової кісток, фаланг пальців.
- Стеноз ниркової артерії, ліпоїдний нефроз або гломерулосклероз перебігають з виникненням хронічної ренальної гіпертензії. Дисплазія нирок є найпоширенішою аномалією.
- У невеликої кількості хворих описують аневризму основної артерії, аномалії внутрішньої сонної артерії, аневризму середніх мозкових артерій, хвороби Мойямої, аневризму або коарктацію аорти, стеноз ниркової артерії.

## Діагностика
Лабораторні дослідження в крові мають включати:
- Рівень жиророзчинних вітамінів.
- Протромбіновий час або активований частковий час тромбопластину.
- Рівень загального білірубіну, жовчних кислот, холестерину, тригліцеридів, активність лужної фосфатази, гаммаглютамілтранспептидази.

Для діагностики численних уражень, скринінга судинних аномалій використовують різні інструментальні методи обстеження (комп'ютерне рентгенівське сканування, магнітно-резонансну томографію тощо).
Хромосомний аналіз мутацій в межах гену JAG1 (20p12) підтверджує діагноз синдрому Алажілля. Вивчення послідовності ДНК необхідна для підтвердження діагнозу у більшості пацієнтів з цим синдромом, оскільки лише 6-7 % мають повну відсутність гену JAG1.

## Лікування
- корекція дефіциту вітамінів;
- для зниження ступеня гіперліпідемії холестірамін;
- діуретики для зменшення набряків;
- антигістамінні засоби, такі, як гідроксизін та дифенгідрамін;
- холестірамін (12-15 г / д) або рифампіцін, урсодезоксихолева кислота для зменшення холестазу;
- терапевтична кардіологічна допомога при випадках клінічно значущих уражень серця;
- усім пацієнтам, крім тих, хто має периферичний стеноз легень, потрібна антибіотична профілактика підгострих бактеріальних ендокардитів;
- стандартна вакцинація обов'язково разом із вакциною проти гепатиту А пацієнтам з проявами ураження печінки. Також призначають мультивалентну пневмококову вакцину тим пацієнтам, у яких є асцит, через ризик спонтанного бактеріального перитоніту;
- за необхідності кардіохірургічне лікування вад серця, судинне оперативне втручання для корекції аневризм, реконструктивні операції на жовчних шляхах, трансплантація печінки.